# Южна Херцеговина
Южна Херцеговина или Долна Херцеговина e микрорайон в Херцеговина.
Намира се на юг от Мостар, и следва брега на река Неретва. Този микрорайон е с особено значение и важност за Босна и Херцеговина, понеже е единствената част на държавата, който ѝ осигурява достъп до Адриатика при Неум на около 25 км. морска ивица. Основните общините на този микрорайон са Чаплина, Столац и Неум.